# جو هاتشسون
جو هاتشسون (بالإنجليزية: Joe Hutcheson) هو لاعب كرة قاعدة أمريكي، ولد في 5 فبراير 1905 في سبرينغتاون في الولايات المتحدة، وتوفي في 23 فبراير 1993 في تايلر في الولايات المتحدة.

## وصلات خارجية
- جو هاتشسون على موقعبيزبول رفرنس.كوم (الدوري الرئيسي) (الإنجليزية)
- جو هاتشسون على موقعبيزبول رفرنس.كوم (الدوري الثانوي) (الإنجليزية)